# Bogdan Lobonț
Bogdan Ionuț Lobonț, né le 18 janvier 1978 à Hunedoara, est un footballeur international roumain. Il évolue en tant que gardien de but reconverti entraîneur.

## Biographie et palmarès
Formé dans son pays natal, il est Champion de Roumanie en 1999 et remporte la Coupe de Roumanie en 1998 ainsi que la Supercoupe de Roumanie en 1999 avec le Rapid Bucarest.
Parti ensuite à l'Ajax Amsterdam, il est champion des Pays-Bas en 2004. Pendant son passage aux Pays-Bas, il est prêté au Dinamo Bucarest avec qui il est champion de Roumanie en 2002 puis de nouveau en 2007 lors de son retour au pays.
En 2009, il rejoint l'AS Rome en tant que deuxième gardien, jusqu'en juin 2018 ou il prend sa retraite. Durant ces neuf saisons à Rome, il sera vice-Champion d'Italie en 2010 et finaliste de la Coupe d'Italie en 2010 et 2013.
Âgé de 40 ans, Lobont termine sa carrière le 5 juin 2018, à l'occasion d'un match amical joué avec l'équipe nationale de Roumanie, face à la Finlande, où il entre en jeu en toute fin de match.